# Représentation du nanisme dans les médias

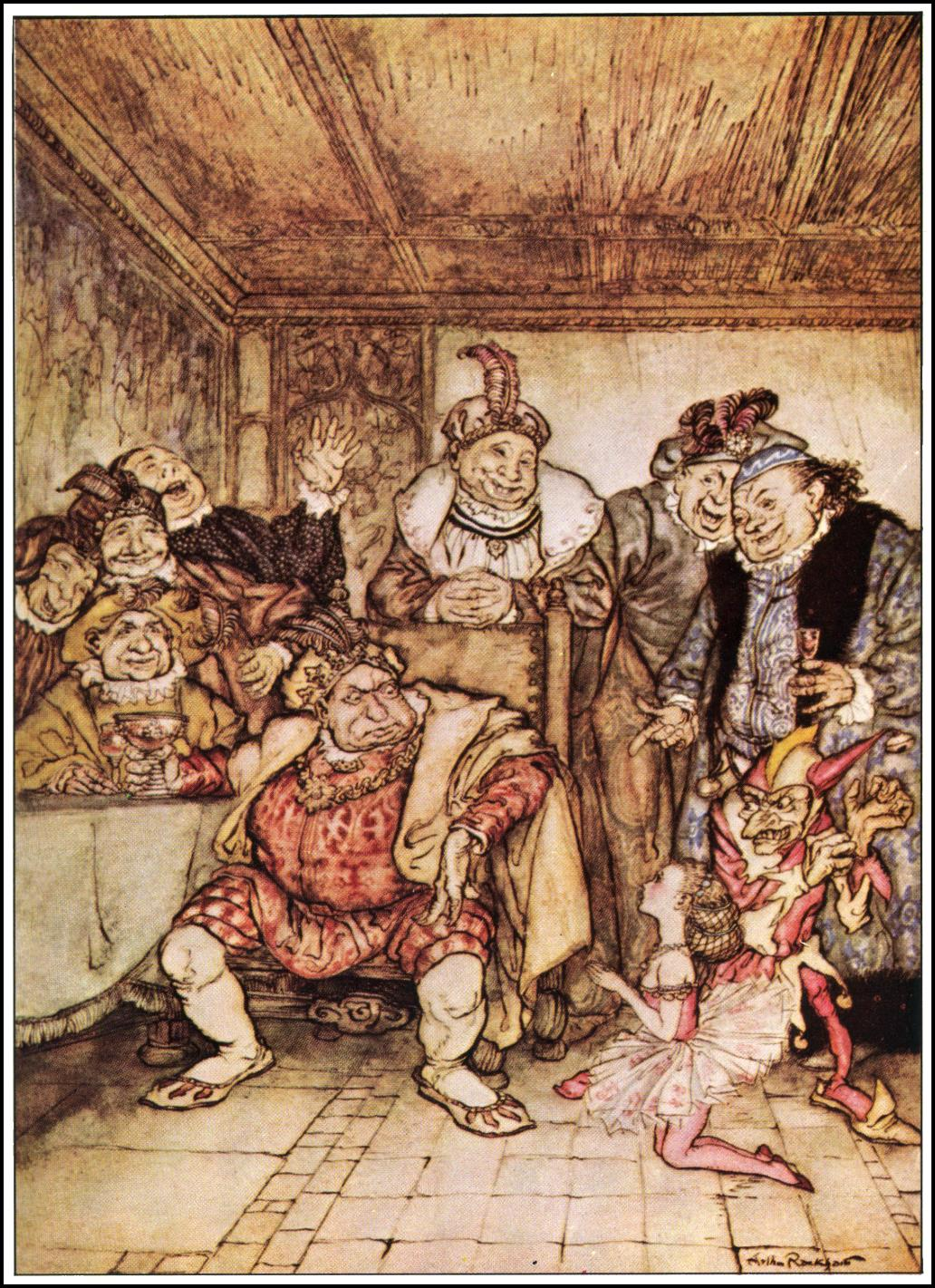
Hop-Frog, Tripetta, le roi et les conseillers. Illustration de Hop-Frog d'Edgar Poe par Arthur Rackham

Représentations du nanisme (hommes) dans les médias (littérature, films, télévision).

## Littérature
- Blanche-Neige, 1812, frères Grimm
- L’Anniversaire de l’infante, 1891, nouvelle d'Oscar Wilde[1]
- Le Tambour (1959), roman de Günter Grass.
- Vicki Baum, Ulle : der Zwerg, 1924. (traduit en français, 2006, Phébus) : Périple d'un nain allemand à l'aube du IIIe Reich[2]
- The Dwarf (Lagerkvist novel) (en) (Le Nain), 1944 de Pär Lagerkvist
- Une prière pour Owen, de John Irving publié, 1989
- Hop-Frog, 1889, Edgar Poe
- Le Trône de fer de George R. R. Martin, 1996
- Veiller sur elle de Jean-Baptiste Andrea, 2023

## Films
- Blanche-Neige et les Sept Nains, 1937, David Hand, premier Walt Disney

- The Terror of Tiny Town, 1938, de Sam Newfield, western tourné seulement avec  des nains[3]
- La Monstrueuse Parade (Freaks), Tod Browning, 1932[3]
- L'Éternel Retour, 1943 de Delannoy[3]
- Les nains aussi ont commencé petits, Werner Herzog, 1968[3]
- THX 1138, George Lucas, 1971[3]
- Seizure, 1973 d'Oliver Stone[3]
- Bandits, bandits, Terry Gilliam, 1982[3]
- On n'en parle pas (De eso no se habla, 1993 de Maria Luisa Bemberg[3]
- Ça tourne à Manhattan, 1995 ; avec une critique des stéréotypes du nain dans le cinéma américain.
- Harry Potter (série de films), 2001-2011
- Bons Baisers de Bruges de Martin McDonagh, 2008
- Blanche-Neige et le Chasseur, 2012, Rupert Sanders
- Blanche Neige, 2025, Marc Webb.

### Rôles du nain fantastique
- Legend, Ridley Scott, 1985[3]
- Willow, Ron Howard, 1988[3]
- Le Seigneur des Anneaux de Peter Jackson, 2001-2003

## Télévision
- Fort Boyard (jeu télévisé), 1990-
- Joséphine, ange gardien, 1997-
- Les Experts, saison 3 épisode 4, 2002
- Game of Thrones, 2011-2019